# Ernst Bresslau
Ernst Bresslau (Berlim, 10 de julho de 1877 – São Paulo, 9 de maio de 1935) foi um zoólogo, pesquisador e professor universitário teuto-brasileiro.
Fundador das cadeiras de zoologia nas universidades de Colônia e São Paulo, Bresslau foi o primeiro diretor do Departamento de Zoologia da USP.

## Biografia
Bresslau nasceu em Berlim, em 1877. Sua mãe, Caroline Isay, veio da pequena cidade de Schweich, enquanto seu pai, Harry Bresslau, era natural de Dannenberg. Harry era professor de História Medieval, primeiro em Berlim, depois em Estrasburgo. Ernst tinha ainda uma irmã, Helene, que viria a se casar com Albert Schweitzer, fundador do Hospital Lambaréné, no Gabão.
Como sua família tinha ascendência judaica, seu pai foi barrado ao tentar conseguir uma posição permanente para docente em Berlim e assim a família se mudou para Estrasburgo, onde a universidade local era conhecida por ser mais liberal. Bresslau ingressou no curso de medicina e na universidade teve dois professores que o influenciaram bastante: Gustav Schwalbe, antropólogo interessado na anatomia comparada entre humanos e animais, e Alexander Wilhelm Götte, biólogo interessado em morfologia comparada.
Aluno aplicado, por indicação de seu professor Götte, Bresslau publicou seu primeiro artigo, em 1899, “Zur Entwicklungsgeschichte der Rhabdocölen” (Sobre a história do desenvolvimento das Rhabdocoela), uma ordem de vermes achatados. Em seu tempo livre, como nos feriados, Bresslau trabalhava em um dicionário de zoologia, começado Friedrich Alfred Krupp, publicado de maneira particular inicialmente, e depois publicado em 1909 como “Zoologisches Wörterbuch” (Dicionário Zoológico). Em 1901, finalizou sua dissertação sobre a história do desenvolvimento de órgãos de mamíferos e marsupiais, que se tornaria seu ramo de pesquisa. Em 1902, ele passou nos exames finais.

## Carreira
Interessado em continuar carreira na ciência, Bresslau se tornou assistente de Götte, com quem trabalhou de 1901 a 1907. Em 1903, defendeu a tese “Beiträge zur Entwicklungsgeschichte der Turbellarien” (Contribuições para a história do desenvolvimento dos turbelários), o que o habilitou a lecionar zoologia.
Desejando visitar o Brasil, Bresslau se inscreveu como médico de bordo de um navio comercial da HAPAG (Hamburg-Amerikanische Packetfahrt-Actien-Gesellschaft, uma empresa marítima alemã da época). Ao retornar, porém, as coisas tomaram um rumo bastante imprevisto, pois quando ele mencionou seu desejo de se casar ao seu mentor Götte, este lhe disse “casamento ou ser assistente, mas não os dois!” Bresslau teve a coragem de resistir à oferta de Götte e se casou com Luise Hoff, filha de um rico comerciante de Estrasburgo.
Depois de desistir de sua posição na universidade, ele passou no exame estadual em 1907 para se tornar professor do ensino médio. Aparentemente, Albert Schweitzer sentia que seu talento estava sendo desperdiçado e o aconselhou a voltar para a universidade. Com o apoio financeiro do sogro, Bresslau se tornou palestrante do departamento de zoologia da Universidade de Estrasburgo e, em 1909, tornou-se professor titular.
Lá ele continuou seus estudos sobre o desenvolvimento dos órgãos do mamíferos finalmente publicado em 1912 e depois em uma edição em inglês. Esses estudos eram tão atuais e importantes na época, Bresslau foi convidado em 1913 para dar uma série de três palestras sobre o desenvolvimento do aparelho mamário das ordens Monotremata, Marsupialia e Placentalia na Universidade de Londres, e durante o 9º Congresso Internacional de Zoologia em Mônaco, obteve um prêmio do czar Nicolau II da Rússia. Em 1913 também obteve financiamento da Academia Prussiana de Ciências para uma expedição ao Brasil.

## Primeira expedição 1913/1914
Essa primeira expedição ao Brasil durou 14 meses e serviu principalmente para estudar os turbelários terrestres e o aparelho mamário de marsupiais como os gambás. Ele escreveu um diário detalhado de 292 páginas em Sütterlin (uma antiga escrita alemã). Durante esta viagem também visitou o famoso Instituto Butantan e o então Instituto Oswaldo Cruz. A viagem de volta no vapor Tubantia foi ofuscada pela eclosão da Primeira Guerra Mundial. O barco foi parado pelo cruzador inglês Highflyer, e Ernst Bresslau foi preso, mas depois foi libertado por médico.
Os resultados desta primeira expedição foram publicados em 1927, e os espécimes que ele trouxe para a Alemanha foram analisados por membros do Museu de História Natural Senckenberg em Frankfurt.

## Primeira Guerra Mundial
Bresslau serviu na Primeira Guerra Mundial de 1914 a 1918 como médico. Era o médico-chefe de um hospital militar em Neu-Breisach, na Alemanha, onde organizava transportes de soldados feridos e recebeu honras militares por seus serviços. Apesar dos tempos turbulentos e inquietos, a família cresceu: sua filha Caroline nasceu em 1909, o filho Heinrich em 1912, o filho Hermann em 1915 e a filha Odilia em 1919. O fim da guerra foi um momento muito difícil, pois a Alemanha perdeu a Alsácia e, como cidadãos alemães, toda a família, incluindo os pais de Ernst Bresslau, tiveram que deixar Estrasburgo.
Uma oferta para se tornar o diretor do Instituto Zoológico da Universidade Osman Istambul, na Turquia, também foi retirada devido ao resultado da guerra. Por um curto período, Ernst Bresslau foi contratado pela Universidade de Freiburgo como substituto do diretor do Instituto Zoológico, o professor Franz Theodor Doflein. Finalmente, em 1919, Bresslau mudou-se para Frankfurt, para se tornar o diretor do Departamento de Zoologia do Instituto de Biologia de Tumores e Terapia Experimental Georg-Speyer-Haus, uma instituição de pesquisa com financiamento privado, onde se aventurou em um novo campo de pesquisa: protozoologia. Cultivando protozoários de prados temporariamente inundados e inventando novas técnicas de laboratório, ele conseguiu descrever várias novas espécies. Outra parte importante de sua pesquisa era sobre a erradicação de mosquitos.
Em 1924, lhe propuseram a cátedra do novo Instituto de Zoologia da Universidade de Colônia, originalmente fundada em 1388. Ela funcionou até 1798, quando foi fechada por 120 anos e depois foi reaberta em 1919 devido ao trabalho do prefeito de Colônia Konrad Adenauer, que se tornaria posteriormente o primeiro chanceler da recém-fundada República Federativa Alemã.
Bresslau começou do zero e durante os seus anos em Colônia teve não só de organizar a instalação de um novo departamento como também, dez anos depois, a mudança para um novo local devido ao enorme aumento de alunos. Ele deve ter sido um organizador muito enérgico, pois se tornou o decano da Faculdade de Filosofia já em 1926/1927.

## Segunda expedição ao Brasil: 1929
Durante sua segunda expedição a Teresópolis na Serra dos Órgãos, no Brasil, em 1929, ele foi acompanhado por sua esposa que escreveu um diário de 101 páginas, contando os destaques de cada dia. Nesta ocasião também proferiu algumas aclamadas palestras na Academia Brasileira de Ciências, no Rio de Janeiro e na Universidade de São Paulo. Bresslau estava no auge de sua carreira quando, em junho de 1933, organizou a 35ª reunião anual da Sociedade Zoológica Alemã. Ele apresentou uma sensação técnica, uma câmera de alta velocidade (“Mikro-Zeitlupe”, microcâmera lenta) que havia desenvolvido em cooperação com a Zeiss Company e que permitia velocidades de até 1 000 quadros/segundo.
Na Alemanha, porém, as coisas estavam em rápida mudança. Em setembro de 1933, meses depois da ascensão de Hitler ao poder, Bresslau foi demitido de seu cargo por ser descendente de judeus, ainda que tenha crescido na fé luterana. Assim, em 1934, Bresslau emigrou para o Brasil, onde fundou o Instituto Zoológico da Universidade de São Paulo. Sua palestra de abertura, proferida em português, A origen dos mammiferos.  Sua filha mais velha Caroline, que não foi autorizada a terminar sua tese de doutorado (sobre a economia da Colônia medieval) na Universidade de Colônia, finalmente se formou na Suíça na Universidade de Berna. Logo após sua chegada a São Paulo, Bresslau foi nomeado membro correspondente da Academia Brasileira de Ciências.
Bresslau publicou cerca de 85 artigos e vários livros bem como inventou aparatos técnicos para pesquisa zoológica.

## Morte
Bresslau morreu prematuramente em 9 de maio de 1935, em São Paulo, aos 57 anos, devido a uma insuficiência cardíaca. Sua esposa morreu também na capital paulista em 1966, tendo trabalhado como escritora durante a vida.